# The Wall
The Wall este o operă rock lansată ca un dublu album de către trupa engleză de rock progresiv, Pink Floyd prin Harvest Records la 30 noiembrie 1979 în Regatul Unit și prin Columbia Records la 8 decembrie 1979 în Statele Unite. Ulterior a fost cântată și în concert cu efecte teatrale elaborate, făcându-se și un film pe baza ei.
Ca și precedentele lor albume, The Wall este un album conceptual. Conceptul a fost inspirat în mare parte de către turneul de promovare al albumului Animals din 1977, unde în timpul unui concert Roger Waters, frustrat de comportamentul publicului, a scuipat în fața unui fan care încerca să se urce pe scena Stadionului Olimpic (Montreal) la data de 6 iulie 1977; acest incident l-a făcut pe Waters să compare gardul dintre scena pe care cânta formația și spațiul destinat publicului, cu un zid (wall). The Wall conține o sonoritate mai dură și mai teatrală decât precedentele discuri ale grupului.
The Wall este o operă rock care se concentrează pe personajul "Pink". Bazat în mare parte pe viața personală a lui Waters, Pink trăiește experiențe neplăcute de la o vârstă fragedă pierzându-și tatăl în război, fiind abuzat de profesori, crescut de o mamă obsedată de protecția fiului ei iar mai târziu înșelat de nevastă - toate acestea ducând la izolarea mentală a lui Pink de societate, izolare văzută ca "Zidul" ("The Wall") dintre el și restul lumii.
În 2003 The Wall a fost clasat pe locul 87 în Lista celor mai bune 500 de albume ale tuturor timpurilor stabilită de revista Rolling Stone.

## Lista pieselor

### Disc 1
1. "In The Flesh?" (3:19)
2. "The Thin Ice" (2:27)
3. "Another Brick in The Wall Part 1" (3:21)
4. "The Happiest Days of Our Lives" (1:46)
5. "Another Brick in The Wall Part 2" (4:00)
6. "Mother" (5:36)
7. "Goodbye Blue Sky" (2:45)
8. "Empty Spaces" (2:10)
9. "Young Lust" (Waters , David Gilmour) (3:25)
10. "One of My Turns" (3:35)
11. "Don't Leave Me Now" (4:16)
12. "Another Brick in The Wall Part 3" (1:14)
13. "Goodbye Cruel World" (1:13)

### Disc 2
1. "Hey You" (4:40)
2. "Is There Anybody Out There?" (2:44)
3. "Nobody Home" (3:26)
4. "Vera" (1:35)
5. "Bring The Boys Back Home" (1:21)
6. "Comfortably Numb" (Gilmour, Waters) (6:24)
7. "The Show Must Go On" (1:36)
8. "In The Flesh" (4:13)
9. "Run Like Hell" (Gilmour , Waters) (4:19)
10. "Waiting for The Worms" (4:04)
11. "Stop" (0:30)
12. "The Trial" (Waters, Bob Ezrin) (5:13)
13. "Outside The Wall" (1:41)

- Toate cântecele au fost compuse de Roger Waters cu excepția celor notate.

## Single-uri
- "Another Brick in The Wall Part 2"/"One of My Turns" (1979)
- "Run Like Hell"/"Don't Leave Me Now" (1980)
- "Comfortably Numb"/"Hey You" (1980)

## Componență
- David Gilmour - chitare, voce, co-producător, chitară bas, sintetizator, clavinet, percuție
- Nick Mason - baterie, percuție
- Roger Waters - voce, chitară bas, co-producător, sintetizator, chitară electrică, chitară acustică
- Richard Wright - pian, orgă, sintetizator, clavinet, pedale bas

## Recenzii
1. ↑  Erlewine, Stephen Thomas, The Wall – Overview, allmusic.com, accesat în 23 septembrie 2009
2. ↑  Twist, Carlo, Pink Floyd – The Wall, blender.com, accesat în 23 septembrie 2009
3. ↑  Christgau, Robert (1979), Consumer Guide Album, robertchristgau.com, accesat în 6 octombrie 2009
4. ↑  Loder, Kurt (7 februarie 1980), Pink Floyd — The Wall, rollingstone.com, arhivat din original la 3 mai 2008, accesat în 6 octombrie 2009